# HTTP/3
HTTP/3는 HTTP와 HTTP/2와 더불어 월드 와이드 웹상의 정보를 교환하기 위해 사용되는 HTTP의 차기 주요 버전이자 3번째 프로토콜이다.
HTTP 시맨틱스는 이 버전들 모두 동일하다: 동일 요청 메소드, 상태 코드, 메시지 필드가 일반적으로 모든 버전에 적용된다. 이 시맨틱스의 매핑 내에서의 차이점은 기반이 되는 트랜스포트이다. HTTP와 HTTP/2는 TCP를 자신들의 트랜스포트로 사용한다. HTTP/3는 사용자 공간 혼잡 제어를 사용자 데이터그램 프로토콜(UDP)를 경유하여 사용되는, 처음에 구글이 개발한 전송 계층 통신 프로토콜의 하나인 QUIC를 사용한다. QUIC로의 전환은 헤드 오브 라인 블로킹이라는 HTTP/2의 주된 문제를 해결하는 것이 목적이다.
2020년 10월 기준으로, HTTP/3 프로토콜은 인터넷 드래프트(초안)이며 여러 구현체를 보유하고 있다. W3Techs에 따르면 10,000,000개 웹사이트 중 8%가 HTTP/3를 지원하고 있다. 파이어폭스와 크롬 안정판은 현재 HTTP/3을 지원하지만 기본적으로 비활성화되어 있다. macOS 빅서에서 사파리 14는 HTTP/3를 기본으로 활성화한 최초의 브라우저이다.

## 같이 보기
- HTTP
- HTTP/2
- QUIC